# Golfo de Fonseca
El golfo de Fonseca es un entrante protegido del océano Pacífico conformado por un archipiélago, localizado al oeste de Centroamérica, formando parte de El Salvador, Honduras y Nicaragua. Es una bahía histórica con caracteres de mar cerrado, con una franja de aguas territoriales para cada Estado y el residuo en la parte central como aguas en condominio.

## Jurisdicción de sus aguas
- Aguas territoriales de cada Estado ribereño de hasta 3 millas de su costa continental.
- Aguas en condominio (Zona Marítima Conjunta), conformados como residuos del cuerpo de agua del golfo no territoriales en el golfo de Fonseca.
- Nota: Debido a que no se ha establecido formalmente la delimitación marítima entre El Salvador y Honduras, suele haber problemas de representación de estos espacios, lo que dificulta la administración e inversión en el Golfo de Fonseca.

## Ubicación geográfica
| Noroeste: Honduras · El Salvador | Norte: Honduras       | Nordeste: Honduras |
| Oeste: El Salvador               |                       | Este: Honduras     |
| Suroeste: Bocana del Golfo       | Sur: Bocana del Golfo | Sureste: Nicaragua |

## Puertos Marítimos
Es uno de los mejores puertos naturales del mundo, con una extensión de unos 3200 km².
Entre sus puertos importantes se cuentan:
- La Unión, en El Salvador.
- San Lorenzo, en Honduras.
- Potosí y Puerto Morazán, en Nicaragua..

## Historia
Los indígenas precolombinos llamaban “Chorotega”, a esta entrada de agua, pero en 1522, el descubridor español Andrés Niño, piloto del conquistador español Gil González Dávila, que buscaba una ruta marítima que comunicara el océano Atlántico y el océano Pacífico, lo bautizó “Fonseca”, en honor al obispo Juan Rodríguez de Fonseca, primer organizador de la política colonial española en las Indias.
En 1849, Ephraim Squier negoció un tratado para Estados Unidos para construir un canal a través de Nicaragua que atravesara desde el mar Caribe hasta el golfo. Frederick Chatfield, comandante británico en América Central, temiendo que la presencia estadounidense en Honduras desestabilizara a los británicos; envió su flota a ocupar la isla del Tigre, en la entrada al golfo.
Sin embargo, poco después, Squier exigió la licencia británica, puesto que él había anticipado la ocupación y había negociado la cesión temporal de la isla a los Estados Unidos. Chatfield tuvo que conformarse. 
Los tres países —Honduras, El Salvador y Nicaragua— con la línea de la costa a lo largo del golfo terminaron implicados en un conflicto sobre los derechos al golfo y a sus islas. En 1992, una resolución de la Corte Internacional de Justicia (CIJ) de La Haya decidió sobre la tierra, las islas y el conflicto marítimo en las fronteras, una repartición. En su fallo la CIJ determinó que El Salvador, Honduras y Nicaragua compartieran el control del golfo de Fonseca: a El Salvador, le fueron concedidas las islas de Meanguera y de Meanguerita.
La Isla del Tigre desde la época de la Corona estuvo bajo las sucesivas Administraciones coloniales basadas en lo que hoy es Honduras, en ella el presidente hondureño Francisco Ferrera fundó el puerto de Amapala en 1833. En 1869 Amapala quedó como cabecera del nuevo municipio de su nombre en el Departamento de Choluteca y en 1893 este municipio —incluyendo la Isla del Tigre— fue incluido en el nuevo Departamento de Valle, por lo que en realidad el fallo solo confirmó la soberanía hondureña sobre la isla.

## Geografía

### Islas
- El Salvador: Meanguera, Conchagüita, Zacatillo, Conchagua y Martín Pérez.
- Honduras: Zacate Grande,[2] El Tigre, Garrobo, Exposición, Inglesera y Isla Conejo (golfo de Fonseca) (reclamada por El Salvador).
- Nicaragua: los Farallones de Cosigüina, jurisdicción del municipio de El Viejo, en el departamento de Chinandega. Se trata de un conjunto de islotes pétreos al meridiano del golfo y al noroeste de la península homónima.  En ellos sólo habitan pelícanos y por lo tanto Recursos Naturales de Nicaragua los conserva como coto silvestre. Ahora, por sus características líticas y extraña ubicación, algunos geólogos creen que es posible que el antiguo volcán Nevado de Cosigüina haya lanzado dichos farallones al mar en la gran erupción de 1835, que lo redujo de 4500 m s. n. m. a 890 m s. n. m. Esta fue la explosión más potente de América pues se oyó en los tres países del golfo, mientras que las arenas llegaron hasta México y Colombia; lo que substancia esa teoría.

### Ríos
Desembocan en el golfo varios ríos, siendo los más importantes: el río Amatillo, que desagua en la bocana conocida como Bocana del Pecho, que entra en la bahía de la Unión, la más occidental de las bahías en que se divide el golfo; el río Goascorán (130 km), que sirve de frontera entre El Salvador y Honduras y que también desemboca en la bahía de la Unión; el río Nacaome, que desemboca en la bahía de Chismuyo; el río Choluteca (210 km), que pasa próximo a la ciudad del mismo nombre y el río Sampile. La tercera bahía, desde occidente, es la de San Lorenzo, al fondo de la cual se encuentra el puerto del Henecán, perteneciente a Honduras. También los ríos Negro, que nace y se ubica mayormente en Nicaragua, y el gran Estero Real (120 km) de Nicaragua.

### Manglares
El Gobierno de Honduras designó un sitio Ramsar de importancia internacional convirtiéndose en el número 1000 a nivel mundial, en el golfo de Fonseca, el 10 de julio de 1999.
Este nuevo sitio Ramsar consiste de un complejo de siete áreas costeras con aproximadamente 69.700 ha de superficie. Estas son: bahía de Chismuyo, bahía de San Lorenzo, los Delgaditos, las Iguanas y Punta Condega; Jicarito, San Bernardo y la Berbería, a lo largo de la porción hondureña del Corredor Biológico Mesoamericano del Pacífico.
En Nicaragua se ubica el coto o reserva de Estero Real (300 km²) cuyos extensos manglares protegen a garzas, pelícanos, guatuzas, chacalines, lagartos, etc.

### Biodiversidad
La guía informativa de áreas protegidas del corredor biológico del Golfo de Fonseca registra un total de 366 especies entre ellas mamíferos, aves, reptiles, anfibios,  peces e invertebrados marinos. Con respecto a la flora se encuentran 223 terrestres y marinas. También alberga 8 especies de fauna amenazada y en peligro de extinción.

## Economía
Su economía se basa en la pesca, la recreación local y regional y el trabajo portuario.

## Arqueología
Al abarcar territorio de El Salvador, Honduras y Nicaragua, dentro su extensión se encuentran diferentes sitios arqueológicos como el Chiquirín y Asanyamba, ambos sitios datan desde el clásico tardío, ubicados en el distrito de La Unión, El Salvador.
Se han encontrado figuras arqueológicas ubicadas en el municipio de Amapala, Honduras, del periodo Clásico y Postclásico, las cuales se pueden encontrar en exhibición en El Tigre.